# Evolution (álbum de Tony MacAlpine)
Evolution es el séptimo álbum de estudio del guitarrista estadounidense Tony MacAlpine, publicado el 10 de octubre de 1995 a través de Shrapnel Records.

## Recepción crítica
Robert Taylor de AllMusic otorgó a Evolution cuatro de cinco estrellas posibles y dijo que "predominantemente sesiones de shred" y "uno de los lanzamientos más completos de Macalpine". También remarcó que incluye "piezas de fusion parecidos a los que muestra en sus bandas Planet X y CAB." Comentó que las piezas más interesantes son "Time Table" y "Futurism".

## Lista de canciones
Toda la música compuesta por Tony MacAlpine, excepto donde se indique lo contrario. 
| N.º | Título                                        | Duración |  |
| 1.  | «The Sage»                                    | 4:48     |  |
| 2.  | «Oversea Evolution»                           | 4:49     |  |
| 3.  | «Eccentrist»                                  | 5:51     |  |
| 4.  | «Time Table»                                  | 6:20     |  |
| 5.  | «Seville»                                     | 6:05     |  |
| 6.  | «Futurism»                                    | 5:13     |  |
| 7.  | «Etude H5/Opus №10» (Frédéric Chopin)         | 1:45     |  |
| 8.  | «Powerfield»                                  | 4:18     |  |
| 9.  | «Plastic People»                              | 4:20     |  |
| 10. | «Sinfonia»                                    | 5:35     |  |
| 11. | «Astarias KV467№21» (Wolfgang Amadeus Mozart) | 5:32     |  |

## Créditos
- Tony MacAlpine – guitarra, teclado, mezcla, producción
- Mike Terrana – batería
- Tony Franklin – bajo
- Steve Fontano – ingeniería, mezclas, producción
- Kenneth K. Lee, Jr. – masterización